# Jimmie Johnson
Jimmie Kenneth Johnson (El Cajón, California, Estados Unidos; 17 de septiembre de 1975) es un piloto estadounidense de automovilismo. Fue campeón de la NASCAR Cup Series siete veces en 2006, 2007, 2008, 2009, 2010, 2013 y 2016 y subcampeón en 2003 y 2004. En esa categoría cosechó 83 triunfos y 232 llegadas entre los cinco primeros. Acumula una fortuna de alrededor de 120 millones de dólares.
Entre sus victorias se destacan las 500 Millas de Daytona de 2006 y de 2013, las 600 Millas de Charlotte de 2003, 2004, 2005 y 2014, las 500 Millas Sureñas de Darlington de 2004 y 2012, las 500 Millas de Alabama de Talladega de 2006, las 400 Millas de Brickyard de 2006, 2008, 2009 y 2012, y la Carrera de las Estrellas de la NASCAR de 2003, 2006, 2012 y 2013. También ha acumulado 11 victorias en Dover, 9 en Martinsville, 8 en Charlotte y 7 en Texas.

## Biografía
Durante su infancia, Johnson compitió en motociclismo. Luego pasó a las carreras de camionetas todoterreno, combinando rally raid y circuitos. En esa disciplina obtuvo seis campeonatos y 25 victorias en la década de 1990. En 1998 y 1999, Johnson pasó a participar en carreras de stock cars, en concreto la American Speed Association, donde fue nombrado Novato del Año, y la NASCAR Busch Series. Continuó participando en ambos campeonatos en 1999, resultando tercero en la ASA.
Su primera temporada completa en la Nationwide fue la 2000, la cual concluyó décimo. En 2001 fue octavo con una victoria, y debutó en la Copa NASCAR con tres carreras por el equipo Hendrick.
Ese mismo equipo contrató a Johnson para disputar la temporada 2002 de la NASCAR Cup Series con un Chevrolet, la misma marca que había usado en la serie Busch. Ese año ganó tres carreras y resultó quinto en el campeonato. Luego vinieron dos subcampeonatos, el de 2004 con ocho victorias y 20 arribos entre los primeros cinco. En 2005 fue vencedor cuatro carreras y quedó quinto.
Los cinco siguientes años, Johnson se coronó campeón de la categoría, por lo que es considerado uno de los mejores pilotos en la historia de NASCAR; el más destacado de los campeonatos fue el de 2007, cuando ganó siete carreras y llegó quinto o mejor en 20.
Más tarde finalizó sexto en 2011 y tercero en 2012. En 2013 con 6 victorias y 16 top 5 logró consagrarse campeón de la categoría por sexta ocasión. El piloto logró tres victorias en la temporada regular de 2014, pero tuvo malos resultados en la segunda ronda de la Caza por la Copa NASCAR y quedó eliminado. Luego consiguió una victoria en Texas 2 para finalizar 11° en el tabla general, lo que significa el peor resultado de campeonato de Johnson en la categoría desde el año de su debut.
Johnson logró cuatro victorias en la fase regular por lo que se clasificó a la Caza en 2015. Después de lograr un 11º y un sexto puesto, sufrió un problema mecánico en Dover, por lo que llegó retrasado y quedó eliminado en la primera ronda. Luego triunfó en Texas 2, por lo que finalizó décimo en el campeonato con 14 top 5. En 2016, logró dos victorias en Atlanta y Fontana en la temporada regular para pasar a la Caza. En las rondas preliminares de las postemporada obtuvo dos victorias más en Charlotte 2 y Martinsville 2 para llegar a la ronda final en Homestead, donde también resultó ganador y logró su séptima corona en Copa NASCAR, empatando a Dale Earnhardt y Richard Petty.
En 2017, Johnson obtuvo tres victorias en la temporada regular para meterse en los playoffs. Sin embargo, a pesar de quedar eliminado en tercera ronda, finalizó 10º en la tabla general con 4 top 5 y 11 top 10. Al año siguiente, fue su primera temporada regular sin victorias, solo logró 2 top 5 y quedó eliminado en la primera ronda, terminando 14º en la tabla general. Por primera vez en su carrera, Johnson no se pudo clasificar a la postemporada, concluyendo 18º en el campeonato con tres top 5.
La temporada 2020 fue la última de Jimmie Johnson como piloto regular de Copa NASCAR. Por segundo año consecutivo se quedó afuera de la postemporada, quedando 18° con cinco top 5.
Desde 2002 hasta 2015, el piloto ganó cada año al menos tres carreras de la Copa NASCAR y llegó entre los diez primeros en al menos 20, siempre al volante de un Chevrolet.
Johnson debutó en competiciones de monoplazas en 2021, al participar de la IndyCar Series. Formando parte del equipo de Chip Ganassi, el californiano corrió solamente en circuitos, logrando dos 17° lugares como mejores resultados en 12 fechas.
Además, Johnson participó esporádicamente entre 2004 y 2008 en la Nationwide Series (ex Busch Series), sin ganar nunca; fue tercero en 2003 y cuarto en 2004 en la International Race of Champions; y ganó el Preludio al Sueño 2010 en el óvalo de tierra de Eldora. Fuera de los óvalos, participó de las 24 Horas de Daytona en 2007 y 2010, las 250 Millas Paul Revere en 2007 y las 6 Horas de Watkins Glen en 2010, y representó a Estados Unidos en la Carrera de Campeones de 2002 y 2004.

## Hito histórico
Tras haberse consagrado seis veces campeón de la NASCAR Cup Series en los años 2006, 2007, 2008, 2009, 2010 y 2013, Jimmie Johnson entró en la historia grande de dicha categoría, al conquistar en el año 2016 su séptima corona dentro de la misma. De esta manera, el piloto californiano alcanzaría una marca que hasta este año se mantiene inquebrantable, igualando en el historial de conquistas a los legendarios Richard Petty y Dale Earnhardt Sr. Quienes se mantuvieron en la cima de los máximos campeones, hasta esta conquista de Johnson. Al mismo tiempo, Johnson también emularía a Earnhardt en el hecho de haber conquistado todos sus títulos con la misma marca, siendo en ambos casos la marca Chevrolet.

## Resultados

### IndyCar Series
(Clave) (negrita indica pole position) (cursiva indica vuelta rápida)

| Año      | Escudería           | Motor | 1      | 2      | 3      | 4      | 5      | 6       | 7      | 8      | 9      | 10     | 11     | 12     | 13     | 14     | 15     | 16     | 17     | Pos. | Puntos |
| -------- | ------------------- | ----- | ------ | ------ | ------ | ------ | ------ | ------- | ------ | ------ | ------ | ------ | ------ | ------ | ------ | ------ | ------ | ------ | ------ | ---- | ------ |
| 2021     | Chip Ganassi Racing | Honda | ALA 19 | STP 22 | TXS    | TXS    | IMS 24 | INDY    | DET 24 | DET 21 | ROA 21 | MDO 22 | NSH 26 | IMS 19 | GTW    | POR 20 | LAG 17 | LBH 17 |        | 26.º | 108    |
| 2022     | Chip Ganassi Racing | Honda | STP 23 | TXS 6  | LBH 20 | ALA 24 | IMS 22 | INDY 28 | DET 22 | ROA 24 | MDO 16 | TOR 21 | IOW 11 | IOW 5  | IMS 22 | NSH 18 | GAT 14 | POR 24 | LAG 16 | 21.º | 214    |
| Fuentes: |                     |       |        |        |        |        |        |         |        |        |        |        |        |        |        |        |        |        |        |      |        |

#### 500 Millas de Indianápolis
| Año     | Chasis  | Motor | Inicio | Final | Equipo              |
| ------- | ------- | ----- | ------ | ----- | ------------------- |
| 2022    | Dallara | Honda | 12     | 28    | Chip Ganassi Racing |
| Fuente: |         |       |        |       |                     |

### 24 Horas de Le Mans
| Año     | Equipo               | Copilotos                       | Automóvil            | Clase      | Vueltas | Pos. | Pos. Clase |
| ------- | -------------------- | ------------------------------- | -------------------- | ---------- | ------- | ---- | ---------- |
| 2023    | Hendrick Motorsports | Jenson Button Mike Rockenfeller | Chevrolet Camaro ZL1 | Innovative | 285     | 39.º | 39.º       |
| Fuente: |                      |                                 |                      |            |         |      |            |

## Palmarés
| Título  | Categoría         | Automóvil             | Año  |
| ------- | ----------------- | --------------------- | ---- |
| Campeón | NASCAR Cup Series | Chevrolet Monte Carlo | 2006 |
| Campeón | NASCAR Cup Series | Chevrolet Monte Carlo | 2007 |
| Campeón | NASCAR Cup Series | Chevrolet Impala      | 2008 |
| Campeón | NASCAR Cup Series | Chevrolet Impala      | 2009 |
| Campeón | NASCAR Cup Series | Chevrolet Impala      | 2010 |
| Campeón | NASCAR Cup Series | Chevrolet SS          | 2013 |
| Campeón | NASCAR Cup Series | Chevrolet SS          | 2016 |